# Andrew Gunn
Andrew Gunn est un producteur canadien né le 15 juillet 1969 à Toronto (Canada).

## Filmographie
- 1996 : Eddie
- 2002 : Les Country Bears (The Country Bears) de Peter Hastings
- 2003 : Freaky Friday : Dans la peau de ma mère (Freaky Friday) de Mark Waters
- 2003 : Le Manoir hanté et les 999 Fantômes (The Haunted Mansion)
- 2005 : L'École fantastique (Sky High)
- 2016 : Bad Santa 2 de Mark Waters
- 2021 : Cruella de Craig Gillespie
- 2025 : Freakier Friday de Nisha Ganatra